# Oddział Bronisława Rudzkiego

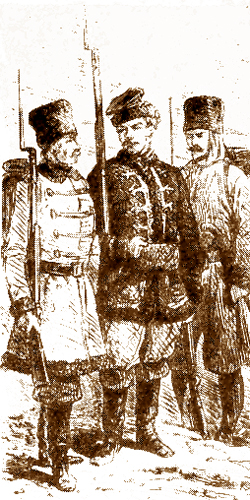
Fizylier

Oddział Bronisława Rudzkiego – partia powstańcza okresu powstania styczniowego, operująca w województwie kaliskim.
Dowódcą oddziału był Bronisław Rudzki, wyznaczony przez Komitet Centralny Narodowy na organizatora powstania w województwie kaliskim. Przystąpił z pełnym zaangażowaniem do wykonania tego zadania. To jemu zawdzięczał podpułkownik Pini, że  tylko w kilka tygodni 1863 mógł powołać pod broń 2 pułki ułanów, tworzące brygadę dowodzoną przez gen. Edmunda Taczanowskiego.
Rudzki opracował szczegółowy plan walki, przewidział konieczność dezorganizacji komunikacji pomiędzy miastami i wskazał sposoby łączności z Poznańskiem, gdzie były składy broni, amunicji i miejsca formowania oddziałów powstańczych. 
Nie wszystkie plany udało się zrealizować. Płk Bronisław Rudzki w dniu 5 marca 1863 przybył do Gruszczyc, gdzie we dworze było zwołane zgromadzenie szlachty, którą zamierzał pozyskać dla idei powstania.
Wtajemniczony w to przedsięwzięcie właściciel Morawek k. Błaszek, szlachcic Bogatko, dawny kapitan armii rosyjskiej, doniósł o tym zebraniu żandarmerii kaliskiej. W efekcie, dwór został otoczony przez oddział huzarów pod dowództwem mjra Bergana. Aresztowano wszystkich uczestników zebrania.
Rudzki, przewidując jaki go los czeka, zastrzelił się. Inni zgromadzeni przekonali Rosjan, że nie wiedzieli w jakim celu ich poproszono na to zebranie i zostali zwolnieni.